# Wierzba polarna
Wierzba polarna (Salix polaris) – gatunek drobnej, płożącej rośliny drzewiastej z rodziny wierzbowatych i rodzaju wierzba. Przystosowana do środowisk arktycznych i subarktycznych, rozprzestrzeniona wokół Oceanu Arktycznego.

## Występowanie
Rozprzestrzeniona okołopolarnie. W Europie występuje w Szwecji, Finlandii, Norwegii, na Jan Mayen i Svalbardzie. W Azji spotykana we wschodniej Syberii oraz na Czukotce i Kamczatce. W Ameryce Północnej występuje na Alasce, Jukonie, Terytoriach Północno-Zachodnich, północnej Kolumbii Brytyjskiej i Nunavut.
Ślady kopalne wskazują, że w czasie plejstoceńskich zlodowaceń gatunek ten sięgał do południowej Anglii, Alp i Karpat.

## Morfologia
PokrójNiska, płożąca się krzewinka o wysokości od 1 do 9 cm, formująca zielone dywany. Gałązki wyniesione, elastyczne u podstawy.
LiścieNaprzemianległe, pojedyncze, eliptyczne do jajowatych lub prawie okrągłych, całobrzegie, długości do 3,2 mm i szerokości do 1,8 mm. Górna powierzchnia błyszcząca i gładka, spodnia gładka lub pokryta białymi włoskami. Zaokrąglone lub ostro zakończone u wierzchołka i podstawy.
KwiatyJednopłciowe (roślina dwupienna), bez płatków, zgrupowane w kotki. Przylistki ciemne, gładkie lub owłosione. Włoski proste lub faliste. W kwiatach męskich 2 pręciki. W kwiatach żeńskich słupek długości 0,7 do 1,6 mm.
OwoceBrązowawe torebki wysypujące nasiona, z których każde otoczone jest pęczkiem włosków.

## Ekologia
Gatunek arktyczny i subarktyczny. Rośnie w piętrze alpejskim i subalpejskim, na piarżystych zboczach i lawiniskach.